# The Blue Boy (filme)
Fantasma do Lago é um filme britânico de 1995 dirigido por Paul Murton.

## Sinopse
Há algo de estranho e desconhecido movendo-se pelos corredores da escola. Faz quase 100 anos que três estudantes da escola Hellestad, foram brutalmente assassinados por um fazendeiro, que se suicida, afogando-se no lago. O seu corpo nunca foi encontrado.
Anos depois, os estudantes da escola de Hellestad, ainda recordam a história como a lenda do Fantasma do Lago. Mas, outra tragédia ocorre. Rebeca, uma estudante de Hellestad, suicida-se saltando do telhado da escola. O director da escola oculta as circunstâncias que conduziram à sua morte. Factos misteriosos e desconhecidos começam a acontecer. Um estudante desaparece sem deixar rasto.

## Elenco
- Emma Thompson... Maria Bonnar
- Adrian Dunbar... Joe Bonnar
- Eleanor Bron... Christine
- David Horovitch... Robert
- Joanna Roth... Beth
- Phyllida Law... Mãe de Maria
- Barry Molloy... Kiran
- Lewis Howden... Kenny
- Jim Twaddale... Archie
- Carol Ann Crawford... Doutora
- Sandy Welch... Pai de Kiran
- Veronica Leer... Lover
- Michael Kennedy... Bebê